# Zora huseynovi
Espèce
Zora huseynovi est une espèce d'araignées aranéomorphes de la famille des Miturgidae.

## Distribution
Cette espèce est endémique d'Iran.

## Publication originale
- Zamani & Marusik, 2017 : Six new species of spiders (Arachnida: Araneae) from Iran. Oriental Insects, vol. 51, no 4, p. 313-329.